# Pointe de la Terrasse
La Pointe de la Terrasse (2.881 m s.l.m.) è una montagna delle Alpi del Beaufortain nelle Alpi Graie. Si trova in Francia (dipartimento della Savoia).

## Caratteristiche
La montagna è collocata nel comune di Bourg-Saint-Maurice.